# 俄罗斯联邦宇航员

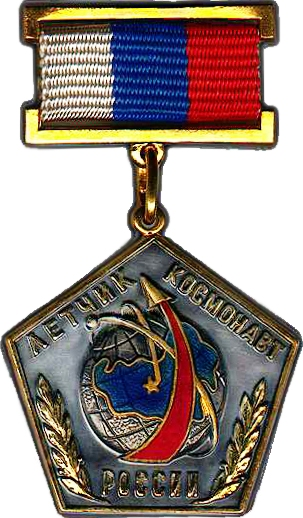

俄罗斯联邦宇航员（羅馬化：Letchik-kosmonavt Rossiyskoy Federatsii）是俄罗斯联邦的国家级荣誉头衔，颁发给所有为俄羅斯航太前往太空执行任务的宇航员。在通常情况下，这些宇航员在被授予该称号的同时也被授予最高级别的俄罗斯联邦英雄荣誉头衔。

## 历史
“俄罗斯联邦宇航员”荣誉头衔的前身是苏联时期苏联最高苏维埃主席团于1961年4月14日设立的“苏联宇航员”荣誉头衔（俄语：Летчик-космонавт СССР）。苏联解体后的1992年3月20日，俄罗斯联邦第2555-1号法律重新设置了此荣誉头衔，即“俄罗斯联邦宇航员”。
在通常情况下，宇航员在被授予该头衔的同时也被授予最高级别的俄罗斯联邦英雄荣誉头衔。至今为止仅有一次例外：鲍里斯·莫鲁科夫是唯一一位没有获得俄罗斯联邦英雄荣誉称号的俄罗斯宇航员。

## 颁发
俄罗斯总统负责授予此荣誉头衔。被授予该头衔的宇航员应把对应徽章佩戴在胸部右侧，位置应高于其它勋章与奖章。

## 描述
俄罗斯联邦宇航员的徽章是一个边缘为镀金银凸起的正五边形，长25毫米，宽23.8毫米。中心是一个地球仪图案，俄罗斯联邦的领土以蓝色搪瓷标注。蓝色领土上的一颗金色五角星代表首都莫斯科，一条金色轨道以五角星为起点，环绕地球一周后到达左上方的银色卫星。第二条红色轨道路径从地球底部开始，沿着弧形向上弯曲，直达地球上方的金色宇宙飞船。徽章的左上角边缘刻有金色浮字“飞行员”（俄语：ЛЕТЧИК），右上角边缘刻有金色浮字“航天员”（俄语：КОСМОНАВТ），下部边缘刻有金色浮字“俄罗斯”（俄语：РОССИЯ），左下和右下边缘为镀金的月桂树枝。徽章背面刻有序列号。
徽章通过悬挂环固定在方形扣带上。绶带为白、蓝、红三色。